# Lois Maer
Lois Brandwynne (de soltera Lois Maer) és una pianista i educadora musical americana.
Brandwynne va estudiar piano amb Egon Petri i Alexander Liberman al "Mills College", així com composició amb Darius Milhaud i Leon Kirchner. Com a becària a la Universitat de Califòrnia, Berkeley, va ampliar els seus estudis pianístics amb Leon Shure a Nova York i Alfred Brendel a Viena.
Ha ofert recitals a Europa i als Estats Units, actuant amb l'Orquestra Simfònica de San Francisco, l'Orquestra de Cambra de San Francisco, l'Orquestra Simfònica d'Oakland i l'Orquestra Simfònica de l'Est de la Badia d'Oakland, entre d'altres. Té un interès particular per la música contemporània. Al Conservatori de San Francisco, va estrenar mundialment el concert per a piano d'Elinor Armers, dedicat a ella. En un recital en solitari amb la violoncel·lista Bonnie Hampton al Merkin Hall de Nova York, va estrenar obres d'Andrew Imbrie, Therese Brenets i Elinor Armers.
Com a música de cambra, Brandwynne ha actuat amb el violista Walter Trampler, el flautista Doriot Anthony Dwyer, la violinista Zina Schiff, el violoncel·lista Emil Miland, els San Francisco Chamber Players, el Mills Performing Group i el Robert Bloch String Quartet, entre d'altres. Ha col·laborat diverses vegades amb músics de l'Orquestra Simfònica de San Francisco, inclòs el seu concertino Alexander Barantschik, en la sèrie de concerts San Francisco Symphony Chamber Music Sundaes. Brandwynne ensenya piano i música de cambra a la Universitat de Califòrnia, Davis.